# Hans-Joachim Pohl
Hans-Joachim Pohl est un coureur cycliste est-allemand. Il a notamment été champion du monde de la course aux points amateurs en 1982.

## Palmarès

### Championnats du monde
- 1977
  -  Champion du monde de poursuite individuelle juniors
  -  Champion du monde de poursuite par équipes juniors (avec Thomas Schnelle, Robby Gerlach, Jürgen Kummer)
- Leicester 1982
  -  Champion du monde de la course aux points amateurs
- Zurich 1983
  -  Médaillé d'argent de la poursuite par équipes amateurs (avec Carsten Wolf, Mario Hernig, Bernd Dittert)
  -  Médaillé d'argent de la course aux points amateurs

### Championnats nationaux
- Champion d'Allemagne de l'Est de course aux points en 1983
- Champion d'Allemagne de course aux points en 1990

## Palmarès sur route
- 1984
  - 2e du Circuit des Ardennes